# Moixent
Moixent (en catalan-valencien) ou Mogente (en castillan ; dénomination officielle bilingue depuis le 10 avril 1989), est une commune d'Espagne de la province de Valence dans la Communauté valencienne. Elle est située dans la comarque de la Costera et dans la zone à prédominance linguistique valencienne.

## Géographie

Localisation de Moixent
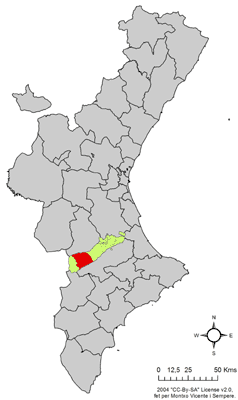
dans la Communauté valencienne.
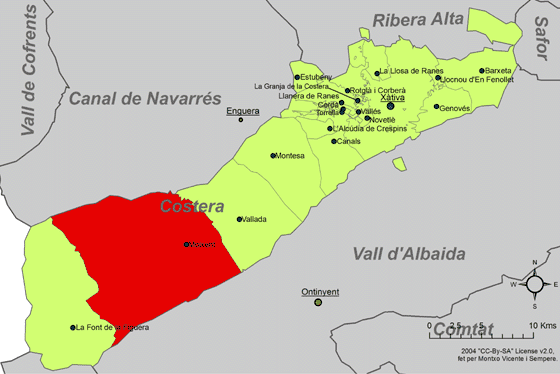
dans la comarque de la Costera.

Depuis Valence, on accède à cette localité par l'A-7 espagnole. Elle se situe également sur la ligne ferroviaire de proximité ("Cercanías" en castillan) C-2 de Valence.

### Localités limitrophes
Le territoire communal de Moixent est voisin de celui des communes suivantes :
Enguera, Fontanars dels Alforins, La Font de la Figuera, Ontinyent et Vallada, toutes situées dans la province de Valence.

## Démographie
| Année      | 1857  | 1887  | 1900  | 1910  | 1920  | 1930  | 1940  | 1950  | 1960  | 1970  | 1981  | 1991  | 2000  | 2005  |
| Population | 4 400 | 3 984 | 4 333 | 4 187 | 4 053 | 3 745 | 3 812 | 3 792 | 3 713 | 3 710 | 3 976 | 4 070 | 4 269 | 4 542 |

## Administration
Liste des maires, depuis les premières élections démocratiques.
| Législature | Nom du Maire                  | Parti politique |
| ----------- | ----------------------------- | --------------- |
| 1979-1983   | Pascual Palmer Carreres       | PSOE            |
| 1983-1987   | Pascual Palmer Carreres       | PSOE            |
| 1987-1991   | Vicent Francés Torres         | PSOE            |
| 1991-1995   | Vicent Francés Torres         | PSOE            |
| 1995-1999   | Vicente Juan Rodríguez Benito | PP              |
| 1999-2003   | Vicente Juan Rodríguez Benito | PP              |
| 2003-2007   | Vicente Dubal Bon             | PP              |
| 2007-2011   | Vicente Dubal Bon             | PP              |

## Personnalités liées à la commune
- Joan Josep Pérez Benlloch (né en 1936), journaliste, membre du mouvement antifranquiste des 10 d'Alaquàs[5].